# Festival slovenskega filma 2022
25. Festival slovenskega filma (FSF) bo potekal od 25. do 30. oktobra 2022 v Portorožu in Piranu. Festivalska prizorišča so Avditorij Portorož, razstavišče Monfort in Gledališče Tartini Piran. Nosilec naziva »prijatelj slovenskega filma« in častni gost festivala je to leto Rajko Grlić. Direktor festivala je Bojan Labović.
Otvoritvena projekcija je bila posvečena režiserju Františku Čápu ob 50. obletnici njegove smrti. Šlo je za slovensko premiero digitalno restavrirane kopije njegovega filma Vesna.

## Nagrade

### Badjurova nagrada za življenjsko delo
- Milena Zupančič

Komisijo za nagrado Metoda Badjure so sestavljali Jelka Stergel, Polona Juh, Viva Videnović, Dušan Milavec in Boris Petkovič (predsednik).

### Vesne

#### Strokovne vesne
Strokovne vesne podeljujeta dve strokovni žiriji:
I. Strokovna žirija za celovečerne filme – v sestavi Ivana Kronja, Milivoj Miki Roš in Darko Sinko – je podelila vesne v 16 kategorijah:
| Kategorija              | Prejemnik                                                   |
| ----------------------- | ----------------------------------------------------------- |
| celovečerni film        | Orkester (r. Matevž Luzar)                                  |
| režija                  | Sara Kern (Moja Vesna)                                      |
| scenarij                | Matevž Luzar (Orkester)                                     |
| glavna ženska vloga     | Loti Kovačič (Moja Vesna)                                   |
| glavna moška vloga      | Petja Labović (Jezdeca)                                     |
| stranska ženska vloga   | Alenka Kraigher (Vesolje med nami)                          |
| stranska moška vloga    | Jonas Žnidaršič (Dedek gre na jug)                          |
| fotografija             | Simon Tanšek (Orkester)                                     |
| izvirna glasba          | Gregor Strniša (Pošvedrani klavir)                          |
| montaža                 | Andrej Nagode in Matic Drakulić (Jezdeca)                   |
| scenografija            | Robert Černelč (Ptičar)                                     |
| kostumografija          | Monika Lorber (Najsrečnejši človek na svetu)                |
| maska                   | Mojca Gorogranc Petrushevska (Najsrečnejši človek na svetu) |
| zvok                    | Samo Jurca (Jezdeca)                                        |
| manjšinska koprodukcija | Najsrečnejši človek na svetu (r. Teona Strugar Mitevska)    |
| posebni dosežki         | Izginjanje (r. Andrina Mračnikar)                           |

II. Strokovna žirija za kratke igrane, dokumentarne, eksperimentalne, animirane in študijske filme – v sestavi Matevž Jerman, Urša Menart in Miloš Tomić – je podelila vesne v 6 kategorijah:
| Kategorija              | Prejemnik                                       |
| ----------------------- | ----------------------------------------------- |
| dokumentarni film       | Tekmüvanje (r. Miha Mohorič)                    |
| kratki igrani film      | Tako se je končalo poletje (r. Matjaž Ivanišin) |
| animirani film          | Legenda o Zlatorogu (r. Lea Vučko)              |
| eksperimentalno AV delo | www.s-n-d.si (r. Sara Bezovšek)                 |
| študijski film          | Pentola (r. Leo Černic)                         |
| posebni dosežki         | x1-Eschaton (r. Juš Premrov)                    |

#### Vesna za najboljši film po izboru občinstva
- Jezdeca (r. Dominik Mencej)

Nagrada je namenjena producentu.

### Ostale nagrade
| Nagrada | Prejemnik                            |
| --- | ------------------------------------ |
| nagrada Iridium za najboljši celovečerni prvenec (prejme režiser)                                                                                       | Jezdeca (r. Dominik Mencej)          |
| nagrada Društva slovenskih filmskih publicistov FIPRESCI za najboljši slovenski celovečerni film (žirija: Živa Emeršič, Robert Kuret, Ana Šturm)        | Pošvedrani klavir (r. Miha Vipotnik) |
| nagrada Art kino mreže Slovenije (žirija: Lučka Berlot – Mestni kino Domžale, Gregor Janežič – Kulturni dom Cerknica, Samo Seničar – Kino Union, Celje) | Moja Vesna (r. Sara Kern)            |
| nagrada kosobrin za dragocene filmske sodelavce | Valerija Cokan                       |

## Filmi
Na festival je bilo prijavljenih 174 filmov. Selektorsko komisijo so sestavljali Veronika Zakonjšek, Nace Zavrl in Bojan Labović.

### Tekmovalni program

#### Celovečerni
| Naslov                   | Režija               | Kategorija                    |
| ------------------------ | -------------------- | ----------------------------- |
| Dedek gre na jug         | Vinci Vogue Anžlovar | igrani                        |
| Ena za reko: Zgodba Save | Rožle Bregar         | dokumentarni                  |
| Jezdeca                  | Dominik Mencej       | igrani                        |
| Kapa                     | Slobodan Maksimović  | igrani                        |
| Konoplja osvobaja        | Miha Čelar           | dokumentarni                  |
| Moja Vesna               | Sara Kern            | igrani                        |
| Orkester                 | Matevž Luzar         | igrani                        |
| Pošvedrani klavir        | Miha Vipotnik        | dokumentarno-animirano-igrani |
| Ptičar                   | Robert Černelč       | igrani                        |
| Smučarske sanje          | Haidy Kancler        | dokumentarni                  |
| Vesolje med nami         | Rahela Jagrič Pirc   | igrani                        |

#### Filmi 30
| Naslov                      | Režija                                | Kategorija          |
| --------------------------- | ------------------------------------- | ------------------- |
| 2017                        | Goran Vojnović, Aleksandar Stanojević | dokumentarni        |
| Beli bojevnik v črni obleki | Maja Weiss                            | dokumentarni        |
| Bitka za Holmec             | Boštjan Slatenšek                     | dokumentarni        |
| Poletje '91                 | Žiga Virc                             | dokumentarni        |
| Sen 1991                    | Matías Zemljič                        | igrano-dokumentarni |

Šlo je za sklop filmov, ki so nastali na podlagi posebnega razpisa Slovenskega filmskega centra, objavljenega ob 30. obletnici samostojne Slovenije. Vseh pet je bilo celovečernih.

#### Manjšinske koprodukcije
| Slovenski naslov             | Izvirni naslov              | Režija                         | Dolžina         | Kategorija   | Države                                                                     |
| ---------------------------- | --------------------------- | ------------------------------ | --------------- | ------------ | -------------------------------------------------------------------------- |
| Atlas ptic                   | Atlas ptaku                 | Olmo Omerzu                    | celovečerni     | igrani       | Češka · Slovenija · Slovaška                                               |
| Deklica je poletela          | La ragazza ha volato        | Wilma Labate                   | celovečerni     | igrani       | Italija · Slovenija                                                        |
| Illyricvm                    | Illyricvm                   | Simon Blagojević Narath        | celovečerni     | igrani       | Hrvaška · Slovenija · Italija · Kosovo · Bosna in Hercegovina              |
| Izginjanje                   | Verschwinden / Izginjanje   | Andrina Mračnikar              | celovečerni     | dokumentarni | Avstrija · Slovenija                                                       |
| Minimarket 24/7              | Produkty 24                 | Michael Borodin                | celovečerni     | igrani       | Rusija · Slovenija · Turčija                                               |
| Najsrečnejši človek na svetu | Najsrekniot čovek na svetot | Teona Strugar Mitevska         | celovečerni     | igrani       | Makedonija · Danska · Belgija · Slovenija · Hrvaška · Bosna in Hercegovina |
| O denarju in sreči           | O novcu i sreći             | Ana Nedeljković, Nikola Majdak | kratki          | animirani    | Slovaška · Slovenija · Srbija                                              |
| Praprot panonskih pokrajin   | Pejzaži Panonske paprati    | Marko Cvejić                   | srednjemetražni | dokumentarni | Srbija · Slovenija                                                         |
| Rožnata luna                 | Pink Moon                   | Floor van der Meulen           | celovečerni     | igrani       | Nizozemska · Slovenija                                                     |
| Žoge                         | Lopte                       | Gorana Jovanović               | kratki          | dokumentarni | Srbija · Slovenija                                                         |

1. ↑  Најсреќниот Човек На Светот.

#### Srednjemetražni
| Naslov          | Režija       | Kategorija   |
| --------------- | ------------ | ------------ |
| Inhumanum: Umor | Igor Zupé    | dokumentarni |
| Miza            | Neli Maraž   | dokumentarni |
| Tekmüvanje      | Miha Mohorič | dokumentarni |

#### Kratki
| Naslov                                   | Režija                      | Kategorija      |
| ---------------------------------------- | --------------------------- | --------------- |
| A ti mene vidiš?                         | Jan Cvitkovič               | igrani          |
| Alma, neuklonljiva ženska                | Huiqin Wang, Andrej Kamnik  | animirani       |
| Bimberli                                 | Rok Predin                  | animirani       |
| Kurentova luna: Ritual                   | Tomaž Gorkič                | igrani          |
| Legenda o Zlatorogu                      | Lea Vučko                   | animirani       |
| Mišja hiša                               | Timon Leder                 | animirani       |
| Nevihta                                  | Anton Martin Emeršič        | igrani          |
| Obzornik 670 – Rdeči gozdovi             | Nika Autor                  | eksperimentalni |
| Oma                                      | Tadej Čater                 | dokumentarni    |
| Otoki                                    | Anne Tassel                 | eksperimentalni |
| Prava Pepelka                            | Sara Božanić                | animirani       |
| Rumene zore                              | Davorin Marc                | eksperimentalni |
| Tako se je končalo poletje               | Matjaž Ivanišin             | igrani          |
| Tine in Bine, tigrasta komarja; Na plaži | Grega Mastnak               | animirani       |
| www.s-n-d.si                             | Sara Bezovšek               | eksperimentalni |
| x1-Eschaton                              | Juš Premrov                 | eksperimentalni |
| XX                                       | Vasja Lebarič, Julij Zornik | eksperimentalni |
| Za vogalom                               | Martin Turk                 | igrani          |
| Zdaj ljubiš slovenski film               | Martin Srebotnjak           | dokumentarni    |

#### Študijski
| Naslov           | Režija           | Kategorija   |
| ---------------- | ---------------- | ------------ |
| 1/4 koraka       | Katja Predan     | dokumentarni |
| 2030             | David Champaigne | igrani       |
| Biti oče         | Blaž Andrašek    | dokumentarni |
| Drugi so molčali | Matic Štamcar    | igrani       |
| In je ostala noč | Anže Grčar       | igrani       |
| Kurent           | Miha Reja        | animirani    |
| Mamin sinček     | Anej Golčar      | animirani    |
| Na poti          | Kristian Irgl    | dokumentarni |
| Naglodane kosti  | Nika Karner      | animirani    |
| Pareidolia       | Melita Sandrin   | animirani    |
| Pentola          | Leo Černic       | animirani    |
| Pesem kitov      | Žoel Kastelic    | animirani    |
| Postopoma        | Lun Sevnik       | igrani       |
| Punjene paprike  | Alen Rivić       | igrani       |
| Zadnji smeh      | Domen Sajovic    | animirani    |

### Pregledni program
| Naslov                           | Režija                                                          | Kategorija             |
| -------------------------------- | --------------------------------------------------------------- | ---------------------- |
| Celovečerni                      |                                                                 |                        |
| Atlas                            | Juš Premrov                                                     | eksperimentalni        |
| Pot domov                        | Aleš Žemlja                                                     | igrano-dokumentarni    |
| Sarajevo safari                  | Miran Zupanič                                                   | dokumentarni           |
| Temni pokrov sveta               | Amir Muratović                                                  | dokumentarni           |
| Srednjemetražni                  |                                                                 |                        |
| Kanižarica – delu čast in oblast | Zvezdan Martić                                                  | dokumentarni           |
| Ključ                            | Jani Sever                                                      | dokumentarni           |
| Lačni, bosi in slavni            | Benjamin Kreže                                                  | dokumentarni           |
| Partizanske smučine – Cerkno '45 | Dušan Moravec                                                   | dokumentarni           |
| Trohnenje 2022                   | Bojana Pivk Križnar, Tomo Križnar, Miha Mohorič                 | dokumentarni           |
| Kratki                           |                                                                 |                        |
| Albert, čemu?                    | Fabris Šulin                                                    | igrani                 |
| Babsi Adler                      | Diana Shikhalieva                                               | dokumentarni           |
| Horizont                         | Michal Rynia, Fabris Šulin                                      | igrano-eksperimentalni |
| Marjetica v postelji             | Alen Predanič, Robi Predanič                                    | igrano-eksperimentalni |
| Oblečeni v sonce                 | P. Menalo, E. Bizjak, H. O'Neill, M. Rusak, M. Penal Villanueva | dokumentarni           |
| Ostanki                          | Nika Otrin                                                      | igrani                 |
| Plakati vabijo                   | Koni Steinbacher                                                | animirani              |
| Preprost človk                   | Ester Ivakič                                                    | igrani                 |
| Spominjanje                      | Jan Fabris                                                      | igrani                 |
| Tako zraste ... Čebela           | Miha Kalan, Jernej Žmitek                                       | animirani              |
| Tako zraste ... Štorklja         | Miha Kalan, Jernej Žmitek                                       | animirani              |
| Teologija                        | Alen Predanič, Robi Predanič                                    | igrano-eksperimentalni |
| Vonj sovraštva                   | Katja Predan                                                    | igrani                 |
| Vse je eno vse je vseeno         | Hannah Koselj Marušič                                           | dokumentarni           |
| Vse je v tvojih rokah            | Sven Greif                                                      | dokumentarni           |
| Vzdihi in solze                  | Biljana Petković                                                | dokumentarni           |
| Študijski                        |                                                                 |                        |
| Dežela ljubiteljev avtomobilov   | Sagar Gahatraj                                                  | igrani                 |
| Fahrenheit 42                    | Ana Cerar                                                       | eksperimentalni        |
| Gostja                           | Blaž Štolar                                                     | igrani                 |
| Kar pustim, ostane               | Nika Otrin                                                      | igrani                 |
| Kivi                             | Karin Likar                                                     | animirani              |
| Kristalno jasno                  | Maja Grčki                                                      | animirani              |
| Nočko, mami                      | Aljoša Nikolič                                                  | igrani                 |
| Odstiranja                       | Arta Kroni                                                      | dokumentarni           |
| O Mateju                         | Jan Krevatin                                                    | dokumentarni           |
| Prajuha se kuha                  | Ana Prebil                                                      | animirani              |
| Profesionalna amaterja           | Emina Gazibera                                                  | igrani                 |
| Rodna gruda                      | Filip Jembrih                                                   | dokumentarni           |
| Soseda                           | Juš Hrastnik                                                    | igrani                 |
| Šepetajoča dolina                | Martin Lozej                                                    | igrani                 |
| To je moj dom                    | Iza Mlakar                                                      | dokumentarni           |

### Posebne projekcije
- Vesna Františka Čápa (otvoritveni film; slovenska premiera digitalno restavrirane kopije filma; ob 50. obletnici Čápove smrti)
- Ne čakaj na maj Františka Čápa (v spomin na velikana slovenskega filma)
- Vsaka dobra zgodba je ljubezenska zgodba Matjaža Ivanišina in Rajka Grlića (posvečeno Badjurovi nagrajenki in prijatelju slovenskega filma 2022)
- 7 na en mah Saša Dobrila (ob mednarodnem dnevu animiranega filma; ob 70-letnici premiere filma)
- V okviru posebnega preglednega programa Dokuliteratura so bili prikazani štirje (srednjemetražni) dokumentarci, ki obravnavajo literarne teme oz. pomembne osebnosti iz sveta slovenske literature:
  - Biti ženska, biti Zofka Kveder Alme Lapajne
  - Po sledeh fatamorgane Magde Lapajne
  - Tržaške prikazni, O besedah in vetru v življenju Dušana Jelinčiča Dušana Moravca
  - V kamen, v vodo Primoža Meška
- Vodne zgodbe in Slovenski literarni junaki, sklopa kratkih animiranih filmov za otroke